# Bouře
Bouře (op. 40; deutsch: Der Sturm) ist eine Oper in drei Akten von Zdeněk Fibich. Das Libretto stammt von dem tschechischen Dichter und Übersetzer Jaroslav Vrchlický und basiert auf dem Theaterstück The Tempest des englischen Dramatikers William Shakespeare. Die Uraufführung fand am 1. März 1895 im Prager Nationaltheater statt.

## Entstehungsgeschichte
Fibich beschäftigte sich nachweislich mindestens seit 1880 mit dem Stoff des Shakespeare-Stückes, da er in diesem Jahr ein musikalisches Vorspiel für eine Aufführung des Werkes am Neuen Tschechischen Theater (Nové České Divadlo) komponierte. Das Vorspiel wurde später als sinfonische Dichtung mit dem Titel Sturm (op. 46) publiziert.
Etwa ab 1883, nach Vollendung seiner Oper Die Braut von Messina (Nevěsta messinská, op. 18), begann Fibich, der Tochter des Literaturhistorikers Professor Ferdinand Schulz, Anežka Schulzová, Klavierunterricht zu geben. Im Laufe der Jahre kamen sich der Lehrer und seine achtzehn Jahre jüngere Schülerin emotional näher, was für Fibichs Ehe, welche sich bereits stark abgekühlt hatte, das Ende bedeutete.
Die Liebe zu der jungen Anežka verarbeitete er musikalisch in Stimmungen, Eindrücke und Erinnerungen (Nálady, Dojmy a Upomínsky, op. 41, 44, 47 und 57), seiner Sammlung intimer Klavierlyrik, welche in den Jahren zwischen 1892 und 1897 entstand. Teile der Melodien finden sich (mitunter Note für Note) in der Oper wieder.

## Handlung
Um sich ganz dem Studium der Zauberei widmen zu können, gibt Prospero, der Herzog von Mailand, die Regierung vertrauensvoll an seinen Bruder Antonio ab. Dieser hintergeht ihn jedoch, verbündet sich mit König Alonso von Neapel und lässt Prospero zusammen mit seiner Tochter Miranda in einem kleinen Boot auf hoher See aussetzen. Dem Höfling Gonzalo, der von dem Plan Antonios Kenntnis erlangt hat, gelingt es, Essen und die wichtigsten Zauberbücher an Bord des Bootes zu schmuggeln, um die Überlebenschancen der beiden Ausgesetzten zu erhöhen.
Prospero und seine Tochter können sich auf eine scheinbar unbewohnte Insel retten. Herr der Insel ist Caliban, der Sohn der Hexe Sycorax. Prospero gelingt es, Caliban in einem Zauberduell zu besiegen und diesen zu seinem Diener zu machen.

### Erster Akt
Auf dem Meer tobt ein fürchterlicher Sturm. Miranda entdeckt ein Schiff in der Nähe der Insel, das sich in Seenot befindet und von hohen Wellen hin und her geworfen wird. Sie bittet ihren Vater, das Schiff und seine Besatzung zu retten. Prospero erklärt ihr, dass er selbst den Sturm entfesselt hat, da sich sein betrügerischer Bruder Antonio und dessen Verbündeter König Alonso mit ihren Männern auf dem Schiff befinden. Der gestürzte Herzog will die Gelegenheit nutzen und beide für ihren Verrat an ihm bestrafen. Um die aufgebrachte Miranda zu beruhigen, erzählt Prospero ihr eine Geschichte (in die er einen Schlafzauber eingewoben hat).
Der Windgeist Ariel, der von Prospero den Auftrag erhielt, den Sturm zu erschaffen, widersetzt sich seinem Herrn. Er lässt den Sturm abflauen und bringt die Besatzung des Schiffs an die Küste der verzauberten Insel. Prospero ist wütend auf Ariel und erinnert ihn daran, dass er es war, der ihn aus der Sklaverei bei der Hexe Sycorax befreit hat, und er ihm deshalb Dankbarkeit und Gehorsam schulde. Prospero befiehlt Ariel, die Schiffbrüchigen zu zerstreuen und durch Wahnvorstellungen ziellos und bis zur Erschöpfung auf der Insel in die Irre zu führen. Einzig Fernando, den Sohn Alonsos soll er zu ihm bringen, da dieser Mirandas Ehemann werden soll.
Ariel bringt Fernando zu Prospero und Miranda. Zusammen mit einem Chor von Geistern berichtet er ihm vom angeblichen Tod seines Vaters. Als Fernando Miranda erblickt, vergisst er die Trauer um seinen Vater und ist von dem Mädchen ganz eingenommen. Miranda ist erstaunt, als sie in Fernando den jungen Mann aus ihrem Traum erkennt. Prospero geht nun zwischen die beiden, um sie aus ihrer gegenseitigen Faszination für einander herauszureissen. Nachdem er sich von der Tapferkeit des jungen Mannes überzeugt hat, erklärt er Fernando, dass er Miranda nur zur Frau nehmen darf, wenn er ihm, Prospero, zuvor mit harter Arbeit dient. Auch verbietet er Fernando unter Todesstrafe, sich bis zur Erfüllung dieser Aufgabe Miranda zu nähern.

### Zweiter Akt
Im tiefen tropischen Regenwald fällt Fernando Bäume. Während der anstrengenden Arbeit denkt er über seine verlorene Heimat und Miranda nach. Miranda widersetzt sich dem Gebot ihres Vaters und geht zu Fernando, um ihm zu helfen. Beide schwören sich ewige Liebe. Prospero schaut den beiden eine Zeit lang mit Vergnügen zu. Als sich die Liebenden aber umarmen wollen, greift er ein und trennt sie voneinander.
Košice
In der nächsten Szene sieht man Caliban in Begleitung der beiden Abenteurer Stefano und Trinkulo, welche der Schiffscrew angehörten. Er stellt sich ihnen als ehemaliger Herrscher der Insel vor und versucht sie dazu zu überreden, ihm zu helfen, Prospero zu töten. Als Belohnung verspricht er ihnen, sie zu Ministern in seinem Königreich machen. Stefano und Trinkulo hören ihm jedoch nur mit halbem Ohr zu. Der Geist Ariel verbirgt sich im Hintergrund, hört aufmerksam zu und berichtet Prospero davon.
Ariels Geister bringen eine Gruppe erschöpfter, hungriger und durstiger Crewmitglieder des Schiffes herbei. Sie erschaffen die Illusion eines gedeckten Tisches; doch sobald die Menschen etwas anfassen wollen, verschwindet das Essen oder Trinken jeweils mit einem Donnern. Ariel klagt die Gruppe des Treuebruchs in Bezug auf Prospero an. Als dieser dann als Zauberer gekleidet in einem Wagen umgeben von Geistern erscheint, wiederholt er die anklagenden Worte. Schließlich gibt sich Prospero als ehemaliger Herzog von Mailand zu erkennen und raubt der verängstigten Gruppe, darunter auch Antonio und Alonso, den Verstand. Als er wieder verschwindet, nimmt er seinen treuen ehemaligen Diener Gonzalo sowie den verräterischen Caliban mit sich, wobei er zweiteren umgehend zu seiner Sklavenarbeit zurückschickt.

### Dritter Akt
Prospero bespricht sich mit Ariel in seinem alchemistischen Labor. Er stellt dem Windgeist in Aussicht, ihn wieder freizulassen, sobald Fernando seine letzte Probe bestanden hat und Prospero mit dem jungen Paar nach Mailand zurückgekehrt ist. Ariel warnt Prospero vor Calibans Plan, woraufhin der Magier ihm befiehlt, den Plan zu vereiteln.
Der Zauberer erinnert Miranda und Fernando daran, dass die Liebe nicht nur aus körperlicher Begierde besteht. Er stellt dem jungen Paar daher folgende Aufgabe: Sie sollen gemeinsam eine Partie Schach spielen, ohne einander dabei zu berühren oder sich zu küssen. Während Miranda und Fernando am Schachbrett sitzen, versuchen die Geister sie dazu zu verleiten, den jeweils Anderen zu berühren, und geben ihnen erotische Gedanken ein. Glücklicherweise werden sie von Ariel gerettet, dem es gelingt, einen Streit zwischen den beiden zu entfachen. Als Prospero zurückkehrt und sieht, dass das Paar den Test bestanden hat, gibt er der Beziehung seinen Segen.
Caliban, Stefano und Trinkulo schleichen sich in Prosperos verlassenes Labor. Deren Vorhaben, Prospero zu töten, wird von Ariel vereitelt, dem es gelingt, dass die drei sich streiten und miteinander kämpfen. Als Prospero sie bei seiner Rückkehr in seinem Labor antrifft, hetzt er seine Höllenhunde auf sie. Während Prospero sich von der Insel verabschiedet, freut Ariel sich bereits auf die Rückkehr in die Geisterwelt. Mit einem Wink seines Zauberstabes lässt Prospero sein Haus verschwinden und dafür ein Schiff am Ufer erscheinen, das bereit ist, die Segel zu setzen.
Ariel bringt die auf der Insel verstreute Schiffsbesatzung sowie Antonio und Alonso herbei. Prospero gibt allen ihren Verstand zurück und vergibt ihnen. Fernando stellt seinem Vater seine Braut Miranda vor. Prospero vergibt auch Caliban und gibt ihm die Herrschaft über die Insel zurück. Schließlich verabschiedet er sich von Ariel und betritt mit den Übrigen das bereitliegende Schiff, welches sie nachhause nach Mailand bringen soll.

## Aufführungshistorie und Nachwirkung
Nach der Uraufführung stand das Werk erst wieder 1909 in Brünn auf dem Spielplan. Es folgten weitere Inszenierungen in den Jahren 1912 und 1920 in Prag, 1925 in Prag und Ostrava, 1935 wiederum in Prag und 1936 erneut in Brünn.
Nach dem Zweiten Weltkrieg tauchte das Stück immer seltener in den Spielplänen auf. Nach einer Inszenierung 1947 am Prager Nationaltheater, 1961 im slowakischen Košice und 1962 in Pilsen, erfolgte 1969 in Prag die letzte tschechische Produktion des 20. Jahrhunderts. 2007 kam es zur ersten ausländischen Inszenierung am Stadttheater in Bielefeld. 2016 gab es erneut eine Aufführung in Ostrava.
An Aufnahmen ist eine Radioaufnahme des Prager Rundfunk-Sinfonieorchesters unter der Leitung von Jaroslav Vogel aus dem Jahr 1950 bekannt, welche 2012 von der Beno Blachuta Gesellschaft herausgegeben wurde.
Des Weiteren gibt es eine LP-Aufnahme mit Auszügen der Oper, gespielt vom Orchester des Nationaltheaters in Prag unter der Leitung von Josef Bartl, welche 1961 bei Supraphon erschien.
Außerdem gibt es von der Bielefelder Aufführung einen Mitschnitt der Bielefelder Philharmoniker unter der Leitung von Leo Siberski von Deutschlandradio Kultur, welcher aber nicht als CD herausgebracht wurde.